# Riverview, Missouri
Riverview är en ort i St. Louis County i delstaten Missouri, USA.